# UTC−03:00

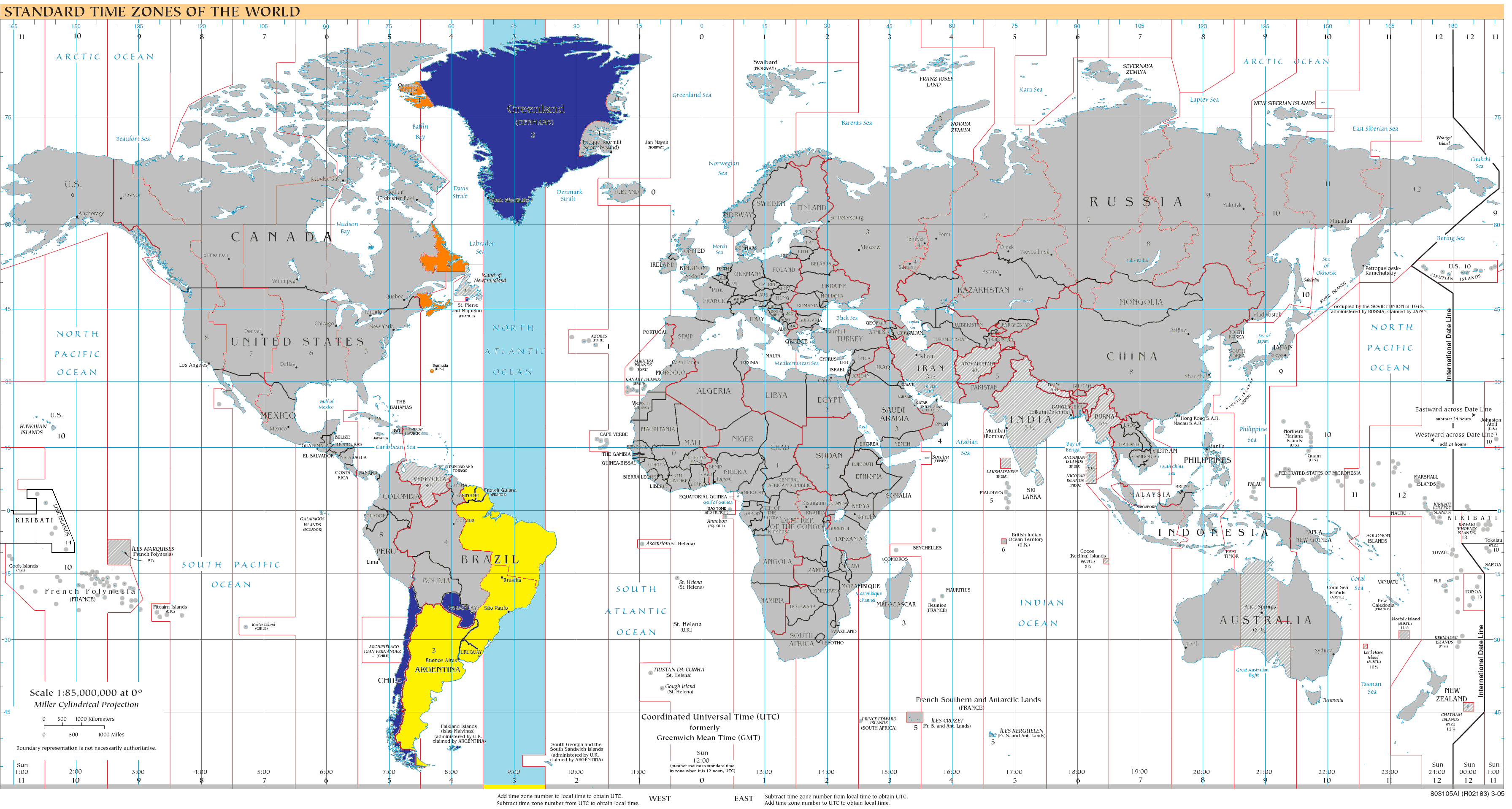
UTC-03:Blau (desembre), taronja (juny), groc (l'any sencer), blau clar (àrees marines)

UTC−03:00 és una zona horària d'UTC amb 3 hores de retard de l'UTC. El seu codi DTG és P -Papa.

## Zones horàries
- Argentina Time (ART)
- Brazilia Time (BRT)
- Central Greenland Time (CGT)
- French Guiana Time (GFT)
- Pierre & Miquelon Standard Time (PMST)
- Rothera Time (ROTT)
- Suriname Time (SRT)
- Uruguay Standard Time (UYT)

Horaris d'estiu
- Atlantic Daylight Time (ADT)
- Brazil Western Daylight Time (BWDT)
- Chile Daylight Time (CLDT)
- Falkland Island Daylight Time (FKDT)
- Juan Fernandez Islands Daylight Time (JFDT)
- Paraguay Summer Time (PYST)
- San Luis Summer Time (SLST)

## Franges

### Temps estàndard (l'any sencer)
- Argentina
- Brasil
  - Alagoas
  - Amapá
  - Bahia
  - Ceará
  - Maranhão
  - Pará
  - Paraíba
  - Pernambuco
  - Piauí
  - Rio Grande do Norte
  - Sergipe
  - Tocantins
- França
  - Guaiana Francesa
- Surinam

### Temps estàndard (hivern a l'hemisferi nord)
Aquestes zones utilitzen el UTC-03:00 a l'hivern i el UTC-02:00 a l'estiu.
- Groenlàndia (La major part de l'illa, a excepció de les àrees a l'oest de Qaanaaq i Ittoqqortoormiit i a l'est de Danmarkshavn)
- França
  - Saint-Pierre i Miquelon

### Temps estàndard (hivern a l'hemisferi sud)
Aquestes zones utilitzen el UTC-03:00 a l'hivern i el UTC-02:00 a l'estiu.
- Brasil
  - Districte Federal
  - Espírito Santo
  - Goiás
  - Minas Gerais
  - Paraná
  - Rio de Janeiro
  - Rio Grande do Sul
  - Santa Catarina
  - São Paulo
- Uruguai

### Temps d'estiu (estiu a l'hemisferi nord)
Aquestes zones utilitzen el UTC-04:00 a l'hivern i el UTC-03:00 a l'estiu.

#### Atlantic Standard Time
- Bermudes
- Canadà
  - Nova Brunswick
  - Nova Escòcia
  - Illa del Príncep Eduard
  - Terranova i Labrador (la majoria de Labrador)
- Groenlàndia (nord-oest)

### Temps d'estiu (estiu a l'hemisferi sud)
Aquestes zones utilitzen el UTC-04:00 a l'hivern i el UTC-03:00 a l'estiu.
- Brasil
  - Mato Grosso
  - Mato Grosso do Sul
- Xile (la majoria del país)
- Illes Malvines
- Paraguai
- Bolívia (Hi ha horari d'estiu a partir del setembre del 2011[1])

## Geografia
UTC-03 és la zona horària nàutica que comprèn l'alta mar entre 52,5°O i 37,5°O de longitud. En el temps solar aquest fus horari és el corresponent el meridià 45° oest.

## Història
Bolívia des del setembre de 2011 tindrà horari d'estiu i serà el UTC-03:00 i a l'hivern UTC-04:00